# Hjortens Flugt (digt)
Hjortens Flugt. Et Digt er en versfortælling eller romancekreds af Christian Winther udgivet 1855 med "1856" angivet på titelbladet. Den regnes ofte for Winthers vigtigste værk og for et hovedværk i den sene danske romantik. Digtet består af et "Forspil" og en række romancer, hvorigennem digtets handling udspiller sig. Hver af romancerne har individuel titel. Romancerne er skrevet i den for Christian Winther karakteristiske Niebelungenstrofe, og Winther behandler den her som andre steder med betydelig smidighed og frihed.

## Historisk baggrund
Hjortens Flugt foregår omkring år 1420 under kong Erik af Pommern på Sjælland; blandt andet Gurre slot og Præstøegnen. Ud over kong Erik optræder også marsk Jens Due, der har været en virkelig person. Flere andre navne er taget fra middelalderkilder. Naturen og dyrelivet spiller en stor rolle, på linje med de menneskelige drifter: seksualitet, kærlighed samt familiefølelse, herunder legitimitet. De fleste af hovedpersonerne er knyttet til den danske adel. Værkets hovedhandling drejer sig om kongens besættelse af en dæmonisk-erotisk kvinde, Rhitra, der dermed har vundet magten over hele landet.

## Forspil
Hjortens Flugts "Forspil" er skrevet i et andet versmål end resten af værket, den metriske form er stikisk - dvs at ensdannede vers er føjet sammen i en fortløbende kæde uden strofeadskillelser. Oluf Friis beskriver, hvordan Winther ”med forspillets billede af markedssangeren [har] tegnet sig selv og sit digt ind i grundsituationen for al episk digtning: fortælleren (sangeren) i kredsen af lyttende tilhørere.” Friis fremhæver derudover, at Winther selv i forspillet karakteriserer digtet som ”en række Historier". Scenesætningen genkalder en række tidligere værker i dansk litteratur, især Adam Oehlenschlägers "Et Sanct Hansaften-Spil" (1803) og J.L. Heibergs "Julespøg og Nytaarsløjrer" (1817).

## Handling
Trods forspillets ydmyge bestemmelse af værket som "en række Historier" og trods de mange træk af folkeviser og anden folkelig litteratur i værket, danner romancerne i Hjortens Flugt et forgrenet og ambitiøst handlingsmønster i mange led og med mangfoldige bihandlinger.
Efter forspillet begynder selve versfortællingen in medias res med, at dens centrale protagonist Junker Strange, der indtil videre ikke bliver omtalt med navn, føres ud af kongsgården af kongens knægte og bindes til en vild hjort, der derefter jages ud over Sjælland. Allerede i denne indledende fremstilling tydeliggøres hans ædle karakter i modsætning til de rå soldater omkring ham:
Men stum var hans Læbe 
Og stolt var hans Blik,
Saa kraftig, let og spændigt
Som til en Dands han gik.
Paa Flokkens kaade Grumhed,
Paa deres ublue Spot
Med bittert Smiil om Munden
Han svarede blot. 
Da Junker Strange føres ud, høres en vanvittig, skærende kvindestemme, som skriger efter ham og spotter ham for den smerte, hans forsvinden vil forvolde hans "udvalgte Mø". Endnu oplyses det dog ikke, hvem hverken den skrigende kvinde eller møen er. Denne åbning følger "opskriften for en sand gotisk romance"
Digtet væver derfra et kompliceret net med flere i sig selv udfoldede bihistorier. Strange Nielsen og Ellen, to unge mennesker, der har lært hinanden at kende ved kong Eriks hof. Deres kærlighed bliver først forhindret ved en voldelig bortførelse, forårsaget af en skøn, indvandret vendisk kvindes jalousi og hekseri, og senere ved en mistanke om at Ellen kunne være et barn undfanget af en forfører. Den vendiske kvinde er hedensk, men hun er yderligere et barn af en hedensk guddom og  besidder overnaturlige, onde kræfter. En fodnote i 1929-udgaven (21. oplag) gør opmærksom på, at Rhitra snarere er en zigøjnertype end en slavisk type.
Kong Eriks forsmåede dronning forsøger at finde de to bortførte elskende ved hjælp af hendes tilbedende tjener, Folmer Sanger, der gennemrejser Sjælland for at finde spor af de to unge, men som også søger efter hjorten, digtets "titelperson", nemlig en kronhjort, som kong Eriks onde svende har fundet egnet til at sende Strange bort, idet de har bundet ham til dyrets ryg og således skaffet sig af med ham. Strange overlever og giver sig til at søge efter Ellen sammen med Folmer.
Til de to, der søger efter Ellen, slutter sig en tredje, nemlig hr. Peder Jernskæg, Ellens far, der siden Ellens fødsel har levet i tvivl om, hvorvidt han er hendes biologiske fader. Det lykkes de tre at finde, og frelse, Ellen, takket være en art magi: Et uglehjerte lagt op mod Rhitras hjerte tvinger hende til at afsløre, hvor Ellen holdes fanget. Tilbage står spørgsmålet om Ellens legitimitet og dermed hendes moders troskab. Dette kan kun opklares ved at finde hjorten, der bærer på et halssmykke, som har tilhørt Ellens moder og i hvis hemmelige gemme findes en hårlok, der kan bevise, om moderen var sin ægtemand tro.
Blandt hovedpersonerne træffer vi yderligere en slotsherre, Ivar Bugge, samt Rhitras moder, Gulitze. Sidstnævnte var flygtet fra Venderland efter at være blevet besvangret af Nattens Gud og derefter forsøgt myrdet.

## Tilblivelse og modtagelse
Planen til Hjortens Flugt ligger så langt tilbage i tiden som begyndelsen af 1830'erne, men værket blev først for alvor påbegyndt i sommeren 1854, efter at en privat subskription havde sikret et forskudshonorar og sat Winther i stand til at leje sig ind i et skovløberhus inden for Trepilelågen i Dyrehaven. Her blev de første to tredjedele skrevet. Året efter blev Hjortens Flugt skrevet færdig i eftersommerens løb på Liselund. Digtet udkom sidst i november; inden jul blev andet oplag udsendt, og midt i januar kom tredje oplag, Det inspirerede Carsten Hauch til at skrive romancekredsen "Valdemar Atterdag" (i Lyriske Digte og Romancer 1861) med nibelungenstrofen som gennemgående versemål, afbrudt af indskudte enkeltballader.
Digtet er sidenhen hyppigt genudgivet og hyppigt behandlet i dansk litteraturforskning.
I 1907 blev der lavet en dansk stumfilm med samme navn over digtet.
I 1932 blev Hjortens Flugt opført som friluftsteater i Dyrehaven med musikalsk og dramatisk ramme ved Carl Langballe.

## Udgaver
- Winther, Christian: Hjortens Flugt. Et Digt (1855). København: C. A. Reitzel. 1855 (1856 på titelbladet) - førsteudgave.
- Winther, Christian: Hjortens Flugt. Et Digt (1855). i Chr. Winther: Poetiske Skrifter I-III (v. Oluf Friis), Holbergselskabet, København 1927-29 (se link herunder).
- Winther, Christian: Hjortens Flugt. Et Digt. (1855). Indledning og Oplysninger ved Verner Dahlerup. København: Gyldendalske Boghandel. 1929.
- Winther, Christian: Hjortens Flugt. Et Digt (1855). Udgivet og med indledning og kommentarer af Oluf Friis. København: Dansklærerforeningen. 1954.
- Winther, Christian: Hjortens Flugt. Et Digt (1855) . Med efterskrift af Thomas Bredsdorff. København: Gyldendal. 1970.
- Winther, Christian: Hjortens Flugt. Et Digt (1855). Med efterskrift af Erik A. Nielsen. København: Dansklærerforeningen. 1999.

## Anden litteratur
Ud over indledninger og efterskrifter i de forskellige udgaver af digtet findes en række andre behandlinger i sekundærlitteraturen.
- Andersen, Lise Præstgaard (2001). "Kunsten af være naiv". I Lise Præstgaard Andersen & Ulrik Lehrmann (red): Læsninger i dansk litteratur 1. Odense: Odense Universitetsforlag.
- Friis, Oluf (1961). Hjortens Flugt - Bidrag til studiet af Christian Winthers digtning. København: H. Hirschsprungs Forlag.
- Hougaard, J. (1994). "Om udveksling af kvinder i Hjortens Flugt". i Dolken og såret. Aarhus: Aarhus Universitetsforlag.
- Krarup, Michael (2004). "Christian Winther". I Stecher-Hansen, M. (red): Danish Writers from the Reformation to Decadence 1550-1900. Detroit: Thomson Gale. 494-499.
- Spang-Thomsen, Erik (1997). "Dæmonien der blev væk. Winthers flugt fra slangens sorte sol". I Spring 11.

## Eksterne links
- Digtet på Arkiv for dansk litteratur (ældre tekstkritisk udgave) (Webside ikke længere tilgængelig)
- Fremstilling af Hjortens Flugt i Dansk Litteraurs Historie 2. (Webside ikke længere tilgængelig)

 Der er for få eller ingen kildehenvisninger i denne artikel, hvilket er et problem. Du kan hjælpe ved at angive troværdige kilder til de påstande, som fremføres i artiklen.